# Кулешовка (приток Бабки)
Кулешовка — река в России, протекает по Пермскому району Пермского края. Длина реки — 10 км.
Начинается у автомобильной дороги Оса — Бершеть. Течёт в юго-восточном направлении по берёзово-липовому лесу мимо урочища Крутихинские горы. Устье находится на 105 км по левому берегу реки Бабка у урочища Куляшовка.
Основной приток — речка Сухая Кулешовка — впадает справа.
Река встречается на карте 1871 и 1919 года.

## Данные водного реестра
По данным государственного водного реестра России относится к Камскому бассейновому округу, водохозяйственный участок реки — Сылва, речной подбассейн реки — бассейны притоков Камы до впадения Белой. Речной бассейн реки — Кама.
Код объекта в государственном водном реестре — 10010100812111100013637.